# Poikilogyne arfakensis
Poikilogyne arfakensis är en tvåhjärtbladig växtart som beskrevs av Baker f.. Poikilogyne arfakensis ingår i släktet Poikilogyne och familjen Melastomataceae. Utöver nominatformen finns också underarten P. a. glabra.